# 左營區
22°41′13.54″N 120°17′30.67″E / 22.6870944°N 120.2918528°E
左營區是台灣高雄市的市轄區，位於市內西南部、市中心的北方。西濱台灣海峽，與三民區、鼓山區、楠梓區、仁武區相鄰。區內人口約19.8萬人，是高雄市人口第三大區。左營共可以分為舊部落（蓮池潭周圍）、新社區（縱貫線東側）與眷村等三大區塊，各個區塊文化特色有一定差異性。舊部落大多數是住著明鄭時期開發後的居民，以閩南族群為主；軍眷區是1949年後來台的外省族群；新社區則是近年來自各國的新移民，已無明顯族群可以劃分。位於本區的左營軍港是中華民國海軍與中華民國海軍陸戰隊最大和最重要的基地，海軍下轄重要軍事單位亦位於此。
本區近20年來因東側龐大重劃區快速發展，目前已經成為北高雄之新興商業核心，住宅大樓及人口密度相當高，醫療設施及醫院相當完善，如高雄榮民總醫院等。各類異國餐廳也十分蓬勃，明誠路和裕誠路一帶已經形成北高雄密集的餐飲商圈。
高雄捷運紅線巨蛋站附近的大型購物中心漢神巨蛋已於2008年7月開幕，並結合附近瑞豐夜市形成「巨蛋商圈」，被視為北高雄近期崛起的重要商圈。本區亦為台鐵、高鐵、捷運重要交通站點所在。高鐵左營站位於本區北側，與台鐵新左營站、捷運左營站連通共站；台鐵新左營站內2至4层有環球購物中心新左營車站店，高鐵站區旁則有新光三越高雄左營店（分為彩虹市集及本館兩棟，以地下通道、天橋與捷運/高鐵站連通）。台鐵除新左營站外，其南方1.9公里處尚有台鐵左營（舊城）車站。特力屋高雄左營店位于民族路。

## 歷史
左營區的地名由來，傳統有兩種說法：一說是明鄭在台灣的駐軍中的宣毅系統分為前、後、左、右、中五鎮，其中宣毅左鎮設營於此地，故名「左營」；另一說法是清軍在台分設南北兩營，鎮守台灣府左右兩翼，其中南路營即駐防於鳳山縣興隆庄（今左營區），故得名。但是這兩種說法都沒有史料作根據，《永曆十八年台灣軍備圖》中曾標記有「左衛鎮林申」，但沒有史料說明這支部隊曾駐紮此地。清朝曾設總營障，但「南路營」不稱為「左營」。
左營在文獻上最早出現於〈雍正5-12年臺灣輿圖〉，在鳳山興隆庄旁，蓮池潭側，標註了番社「左營社」，可能是屬於「打狗仔番」的番社之一。在清治初期，成為平埔族群與漢族混居的聚落。直到嘉慶年間，成為以漢人為主的左營庄。
本區是高雄市較早開發的區域，鄭氏時期設天興、萬年兩縣，有說法認為萬年縣縣治即在興隆庄（另一派認為在今台南市仁德區二層行）。1683年，清軍攻佔臺灣，置鳳山縣治於左營。1787年，林爽文抗清軍隊攻破縣城，因而遷治於鳳山。
日治時期，日軍在左營設置海軍左營基地，作為南進的據點。1920年臺灣地方改制，本區設左營，下分左營、菜公、廍後、竹仔脚、埤仔頭、桃子園、前峰尾、覆鼎金、援中港、下塩田、右沖等十一個大字，上由高雄州高雄郡管轄，1924年改由岡山郡管轄，1932年劃出桃子園、前峰尾，劃入下蚵子寮，1940年廢庄劃入高雄市。戰後，右沖（別名右昌）、援中港、下塩田、下蚵仔寮劃入楠梓區，覆鼎金劃入三民區，前峰尾南部劃入鼓山區，其他大致併為高雄市左營區，1979年7月1日高雄市改制為直轄市。2010年12月25日高雄縣市合併改制新直轄市。

## 地理

### 氣候
本區屬於熱帶季風氣候，年均溫約24.7℃，年雨量約1,800公釐。

### 人口
根據高雄市政府民政局統計，2024年底左營區戶數約8.6萬戶，人口約19.8萬人，區內人口最多與最少的里分別是福山里與聖西里，2024年底兩里人口分別為45,313人與331人，其中福山里也是全臺灣人口最多的村里，其他區內人口較多的里包括菜公里、新上里、新光里、新下里。

## 政治

### 區政組織
左營區公所是高雄市政府在左營區的派出機關，在中華民國政府架構中為市政府綜理區政的執行機關，上級業務監督機關為高雄市政府。区长由市長任命，其任期為無任期保障。在區長及主任秘書之下，設有4課4室等8個內部單位。

### 行政區
| 左營區行政區劃 |
|                |

- 舊部落：尾西里、頂北里、中北里、中南里、廟東里、廟北里、尾南里、尾北里、頂西里、聖后里、聖西里、聖南里、城南里、路東里、廍北里、廍南里、埤西里、埤北里、埤東里
- 眷村：進學里、屏山里、莒光里、光輝里、合群里、明建里、海勝里、崇實里、自助里、果貿里、果惠里、果峰里、永清里、祥和里
- 新社區：新下里、新上里、新中里、新光里、菜公里、福山里

- 日治時期，左營設置海軍基地，作為南進的據點。左營設十一個大字，上由高雄州高雄郡（後廢郡改岡山郡所轄）管轄，後整個庄併入高雄市。戰後沿革與現今概略位置：
  - 左營：約今之鐵軌西側，南至新庄仔路，西至軍校路西側的眷村。
  - 菜公：菜公里與福山里
  - 廍後：廍北里、廍南里，以及其西側至左營軍港一帶的明建里
  - 竹子腳：建軍港時，遷村入梓官，位於廍後西側，約為今之崇實里
  - 埤子頭：埤西里、埤北里、埤東里以及其南側的幾個里
  - 桃子園：戰後初期劃為左營區，後除了軍港南側部分，其他劃入鼓山區桃源里的北側。
  - 前峰尾：戰後初期劃為左營區，後劃入鼓山區。（即古「前鋒」，與左營、右沖、後勁、中權齊名者）
  - 覆鼎金：戰後初期劃入三民區（鼎金諸里），後愛河以西之覆鼎金西側新庄子、新吉庄一帶劃回左營區（今鐵軌東側新上、新中、新下、新光四里）。
  - 援中港：戰後初期劃入右沖區，後併入楠梓區（中和、盛昌里）。
  - 下塩田：戰後初期劃入右沖區，後併入楠梓區（藍田、中興里）
  - 右沖：戰後初期改為右沖區，後併入楠梓區（昌字尾諸里）。
  - 下蚵仔寮：戰後初期劃為左營區，後併入楠梓區，今中和、盛昌里濱海部分。

### 選區
- 議員：高雄市第四選區
- 立法委員：高雄市第三選區

## 區塊
左營區一向被視為是高雄市，最具有文化潛力的地方。其主要原因即是來自於各區塊，以及各自不同的文化特色。

### 舊市區(舊城)
（依行政區劃分：進學里、尾西里、頂北里、中北里、中南里、廟東里、廟北里、尾南里、尾北里、頂西里、聖后里、聖西里、聖南里、城南里、路東里、篰北里、篰南里、埤西里、埤東里）

左營舊部落。此區塊是高雄市最早開發的地區，最早可溯源自明鄭時期在此地的開發。以及台灣清治時期，設立鳳山縣城。此地區主要人口為閩南族群。該區位於蓮池潭周圍，軍校路以東、縱貫鐵路以西，左營大路縱貫整個市區，左營區公所亦設於舊市區的進學里。左營、店仔頂、埤仔頭、廍後、洲仔等位於庄頭。最標準的說法，即是以開發年代而言，以蓮池潭周圍各角頭廟宇的庄頭，都稱作「舊部落」。今日每年舉辦的「左營萬年季」即在此地舉行。同時，高雄市諸多歷史古蹟，例如：鳳山縣舊城、蓮池潭、春秋閣、高雄孔廟等風景名勝，都位於此區塊。

### 眷村

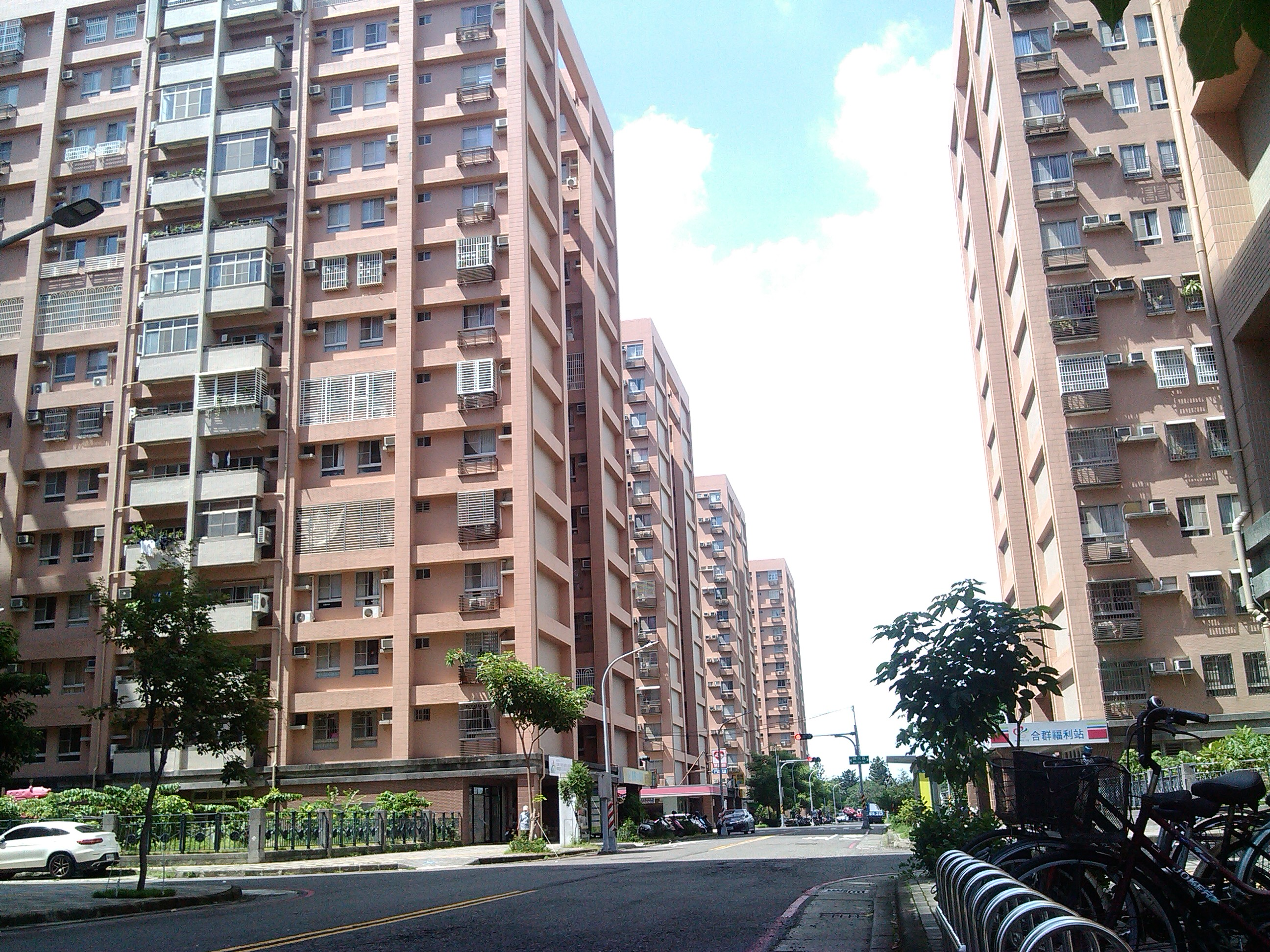
合群里的改建後之眷村

（依行政區劃分：屏山里、祥和里、永清里、莒光里、光輝里、合群里、明建里、埤北里、海勝里、崇實里、自助里、果貿里、果惠里、果峰里）

此區塊分布於海平路及軍校路以西、半屏山及中油基地周邊，以及左營與鼓山交界的三果社區。左營眷村是台灣最大的單一軍種眷村，遺留自日治時期海軍宿舍區，戰後軍民多數是1949年隨中華民國政府來台的外省族群。由於軍民來自中國大陸各地，此地區的飲食、生活方式，加上台灣的生活方式，呈現了十分特殊的文化。是目前高雄市最具指標性的眷村。但是，近年來，眷村拆遷、改建，部分當時的生活型態已逐漸消失。左營的22個眷村分別如下：屏山新村、海光二村、海光三村、勝利新村、自助新村、果貿新村、勵志新村、崇實新村、自勉新村、自立新村、自治新村、復興新村、創造新村、合群新村、明德新村、建業新村、華夏新村、瑞豐新村、慈暉三村、慈暉六村、四知十四村。較特別的是，東萊新村並不屬於國防部列管的眷村。2010年，左營海軍眷村被高雄市政府文化局指定為文化景觀。

### 新市區

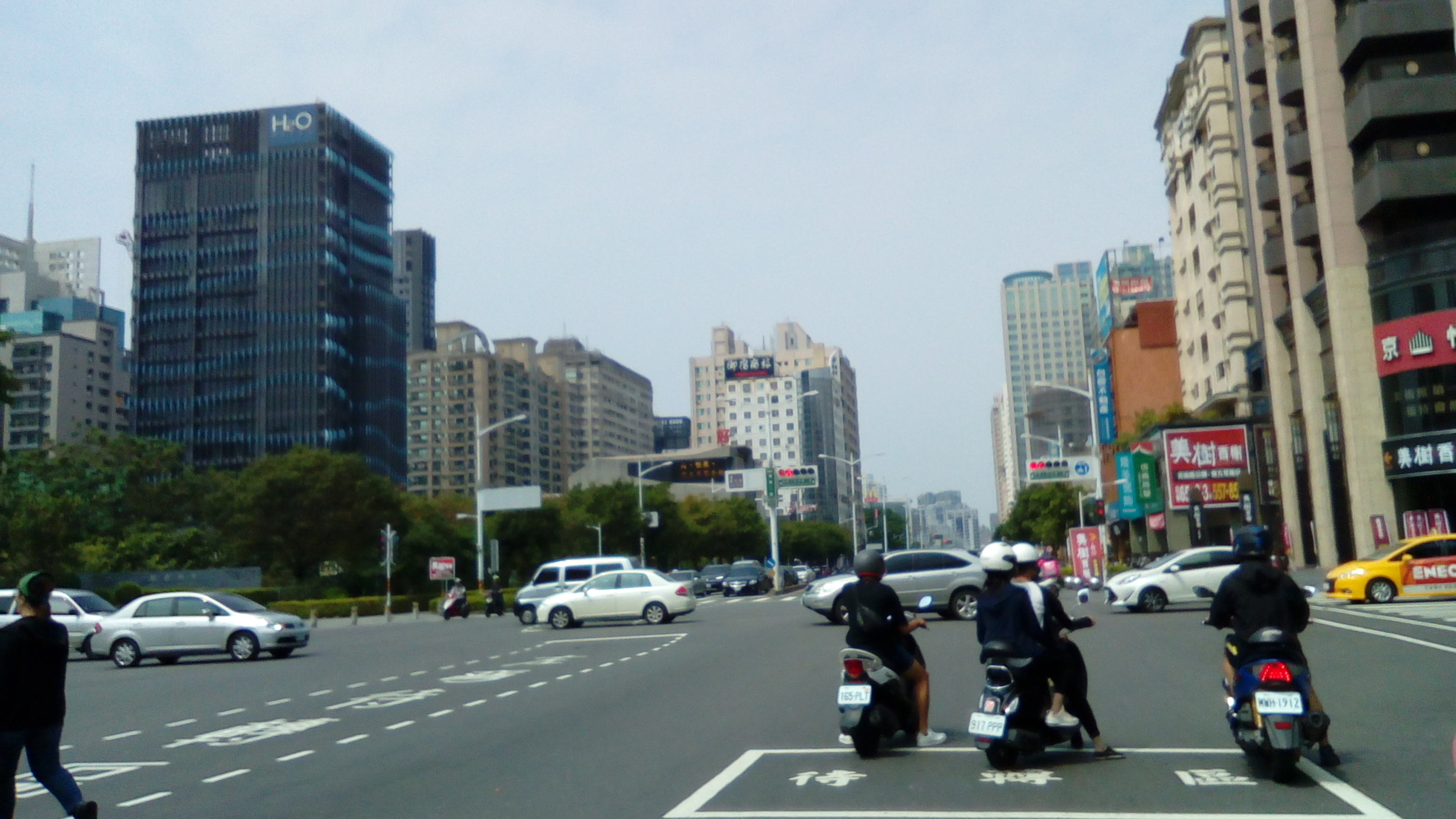
左營區博愛路與明誠路路口

（依行政區劃分：新下里、新上里、新中里、新光里、菜公里、福山里）

指的是鐵路東南側一帶，新庄仔和菜公這兩個聚落是本地較早發展的區塊，但整體而言，早期此地均為第一級產業用地、地勢低窪，人口稀少。1990年代高雄市政府開始重劃本地帶後，開始迅速發展。現在本區塊多指福山、菜公、四新等簡稱「新左營」以高鐵左營站為核心，朝四周放射發展的社區。該區大樓林立，商業蓬勃，是目前高雄市重心發展的區塊。尤其捷運沿線，瑞豐商圈、高雄巨蛋商圈，成長十分迅速，與傳統社區有著強烈的對比。新社區整體發展，與鐵路以西之舊部落，已經有很大的差異。此外，也因為新社區的人口持續增長，致左營成為高雄少數人口呈現正成長的行政區，許多里人口超過一萬，福山里設籍人口數更高達四萬餘人，為全台人口數最多的村里單位，因此導致分里聲浪不曾停歇。

## 警政治安
- 高雄市政府警察局左營分局
  - 博愛四路派出所
  - 四海派出所
  - 文自派出所
  - 新莊派出所
  - 啟文派出所
  - 舊城派出所
  - 左營派出所
  - 左營交通分隊

## 轄區醫療院所
- 高雄榮民總醫院
- 國軍左營總醫院

## 教育

### 軍事院校
- 海軍軍官學校
- 海軍技術學校
- 海軍陸戰隊學校

### 高級中等學校
- 高雄市立左營高級中學
- 高雄市立新莊高級中學
- 高雄市立三民高級家事商業職業學校
- 高雄市立海青高級工商職業學校

### 國民中學
- 高雄市立左營國民中學
- 高雄市立大義國民中學
- 高雄市立龍華國民中學
- 高雄市立立德國民中學
- 高雄市立福山國民中學
- 高雄市立文府國民中學

### 國民小學
- 高雄市左營區左營國民小學
- 高雄市左營區文府國民小學
- 高雄市左營區明德國民小學
- 高雄市左營區新上國民小學
- 高雄市左營區新光國民小學
- 高雄市左營區勝利國民小學
- 高雄市左營區永清國民小學
- 高雄市左營區屏山國民小學
- 高雄市左營區新民國民小學
- 高雄市左營區新莊國民小學
- 高雄市左營區福山國民小學
- 高雄市左營區舊城國民小學

### 特殊教育
- 高雄市私立啟英聾啞學校

### 未來
- 國立清華大學高雄校區（教育部通過設校，預計設於左營國中舊址區域）
- 國立陽明交通大學高雄校區（教育部通過設校，預計設於蓮潭國際文教會館區域）[8]

## 交通

### 鐵路

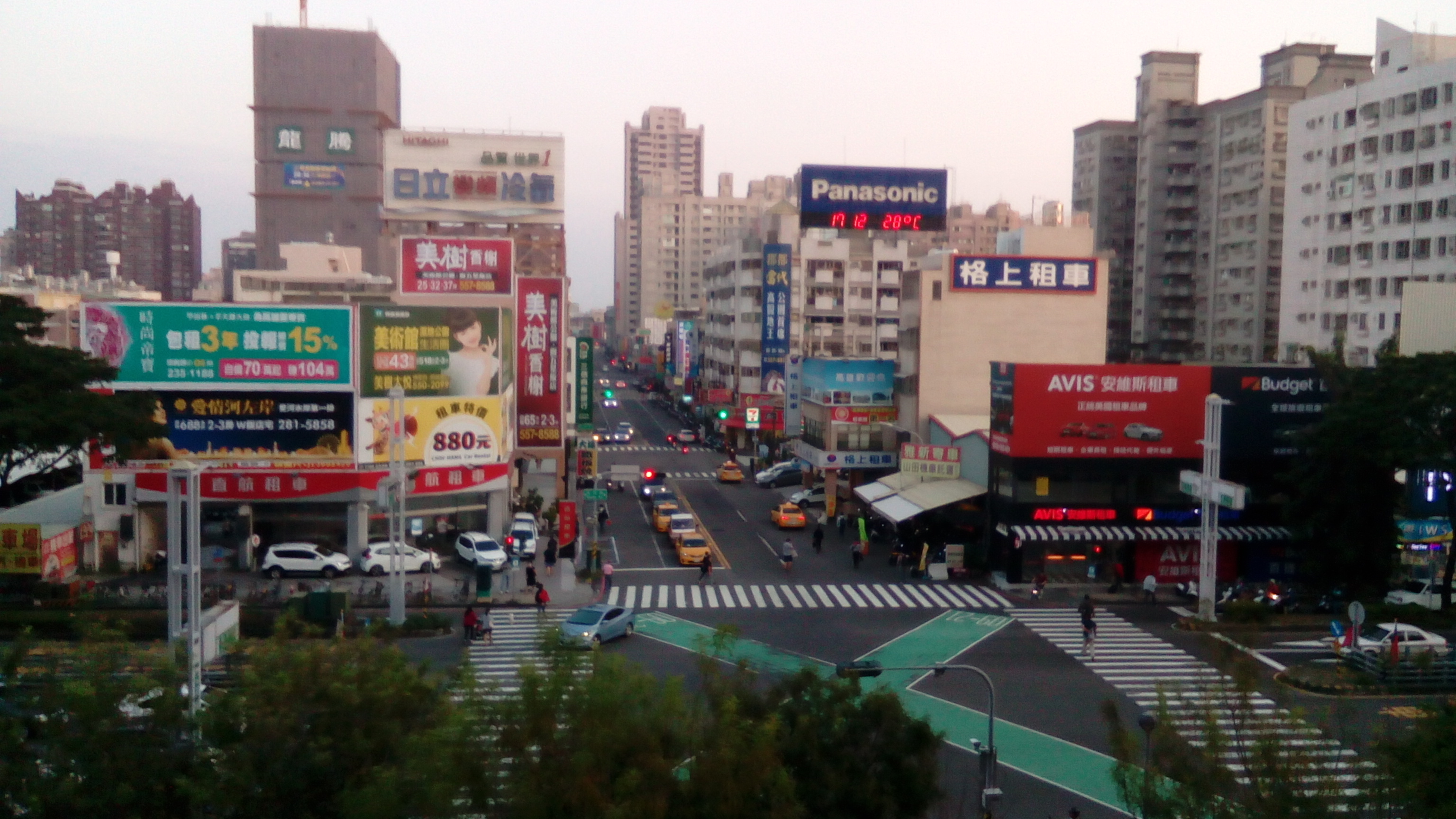
從高鐵左營站眺望新興起的左營市區

台灣高速鐵路
- 台灣高鐵：高鐵左營站

臺灣鐵路公司
- 縱貫線：新左營車站 - 左營（舊城）車站

### 捷運
高雄捷運
- █ 紅線：R16左營／高鐵站-R15生態園區站-R14巨蛋站-R13凹子底站（地址劃分為鼓山區）
- █ 環狀輕軌：C25新上國小站

### 公路
- 高雄支線
  - 0 左營端左營端
- 台1線：民族一路
- 台17線：翠華路

### 主要道路

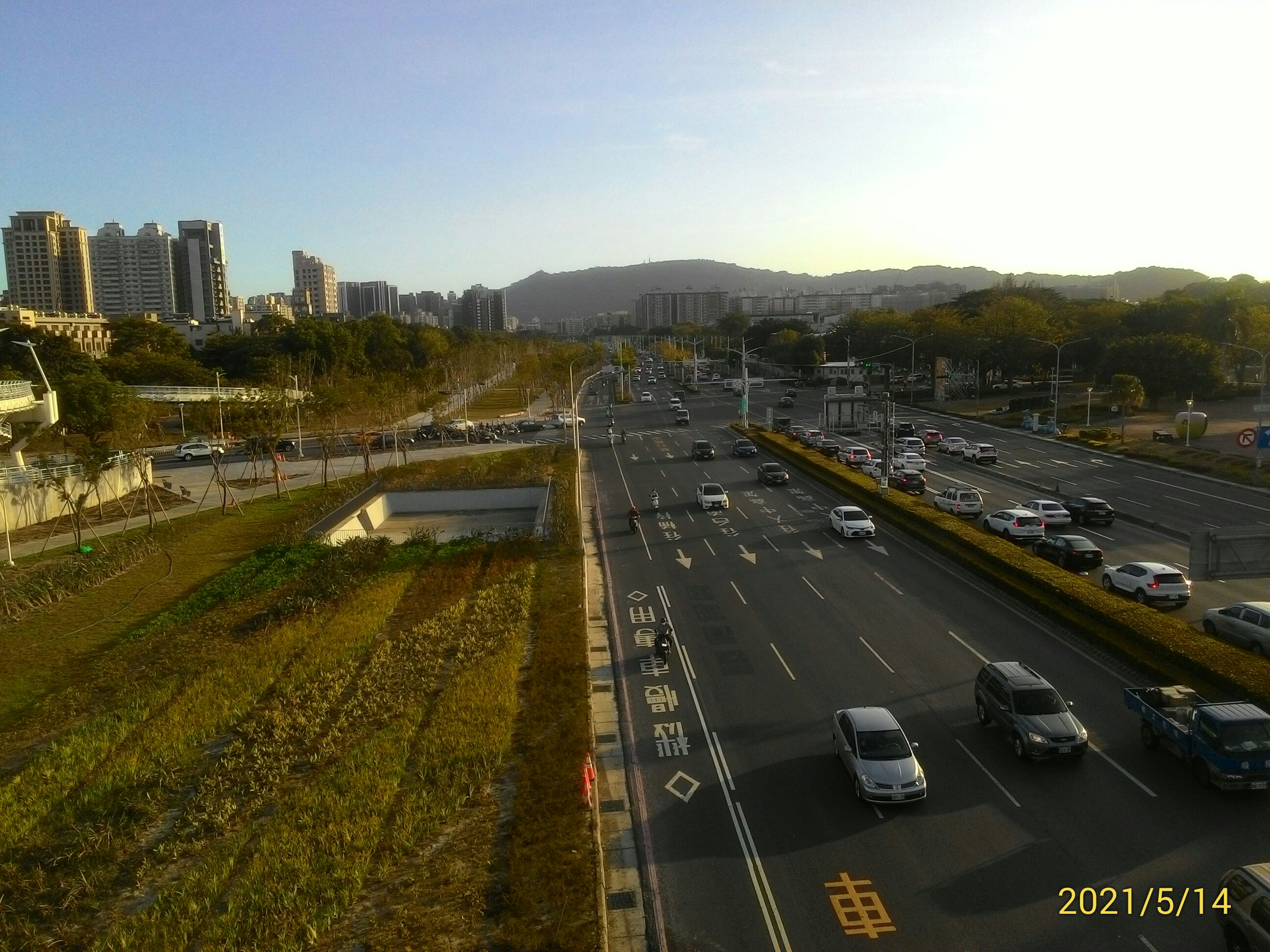
下午四時，繁忙的翠華路一景（左側的平面化鐵路已拆除）

- 大中快速道路（翠華路至文川路段）
- 民族一路（高楠公路）
- 博愛二路、博愛三路、博愛四路
- 自由二路、自由三路、自由四路
- 大順一路
- 高鐵路
- 華夏路
- 裕誠路
- 明誠二路
- 新仔路
- 富國路
- 富民路
- 孟子路
- 崇德路
- 重愛路
- 南屏路
- 曾子路
- 介壽路
- 左營大路
- 軍校路
- 海功路
- 大中路
- 翠華路

### 公車
- 港都客運
  - 6路：左營南站-萬金路
  - 29路：左營南站-楠梓區公所
  - 38路：左營南站-榮總
  - 39路：加昌站-榮總
  - 73路：建軍站（捷運衛武營站）-左營區公所
  - 205中華幹線：加昌站-輕軌夢時代站（統一時代百貨）
  - 217路：加昌站-鳥松區公所
  - 218內惟幹線：加昌站-高雄車站（建國路）
  - 219路：加昌站-捷運鹽埕埔站（大仁路）
  - 245路：加昌站-台鐵新左營站
- 南台灣客運
  - 3路：警廣站-凹子底公園
  - 16路：警廣站-高雄科大（建工）
  - 28路：加昌站-高雄車站（建國路）
  - 90民族幹線：高鐵左營站-捷運三多商圈站
  - 301路：加昌站-高雄車站（建國路）
  - 紅33：左營南站-鳳山車站
  - 紅36裕誠幹線：先勝路口-文藻外語大學
  - 紅50：捷運生態園區站-高鐵左營站-榮總側門（改由公車式小黃行駛）
  - 紅52：台鐵新左營站-中山大學
  - 紅53梓官幹線-主線：台鐵新左營站-蚵仔寮漁港
  - 紅53梓官幹線-副線：台鐵新左營站-高雄大學-蚵仔寮漁港
  - 紅53梓官幹線-區間：台鐵新左營站-援中國小
  - 紅60：高鐵左營站-加昌站
  - 紅61：高鐵左營站-長庚醫院
- 漢程客運
  - 72路：金獅湖站-中正高工
  - 92自由幹線：金獅湖站-高雄車站（站東路）
  - 168西：金獅湖站-金獅湖站
  - 168東：金獅湖站-金獅湖站
  - 168西區間車：金獅湖站-金獅湖站
  - 168東區間車：金獅湖站-金獅湖站
  - 紅35：金獅湖站-捷運凹子底站

### 未來
高雄捷運
- 遠期路網：例如：紫線。

## 宗教禮拜場所

### 道教和臺灣民間信仰

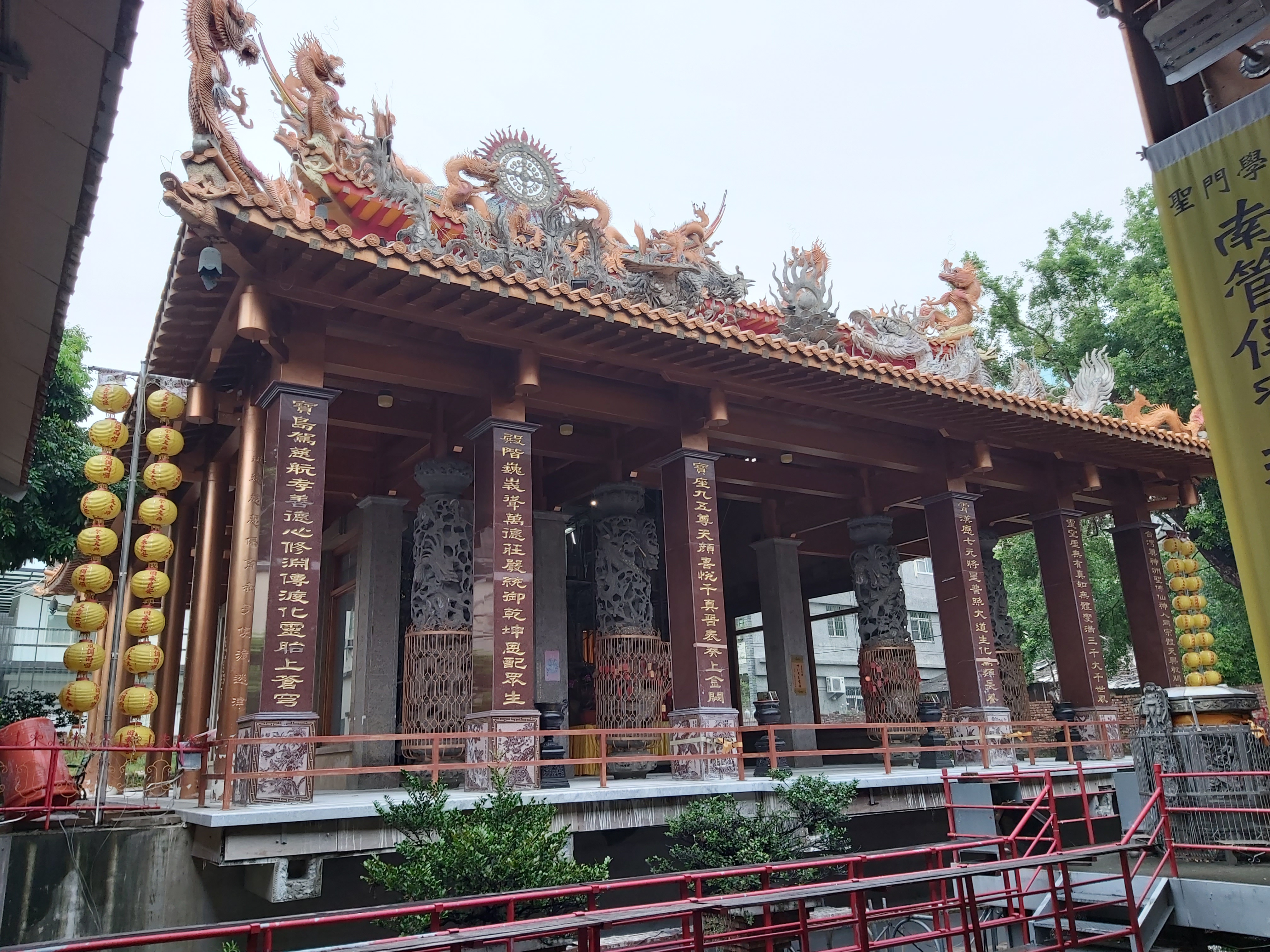
聖門靈霄寶殿

- 鳳邑舊城城隍廟
- 左營元帝廟
- 左營豐穀宮
- 左營店仔頂慈德宮
- 廍後北極殿
- 埤子頭鎮福廟
- 洲仔清水宮
- 城邑慈濟宮
- 左營啟明堂
- 左營天府宮
- 菜公豐谷宮
- 新庄仔青雲宮
- 新吉莊北極殿
- 新庄子太陽宮
- 新庄子天后宮
- 新庄子天公廟
- 葫蘆尾福德廟

### 佛教
- 左營護安寺
- 興隆淨寺
- 元慶寺
- 法隆寺
- 千佛山般若寺

### 基督宗教
| 宗派                             | 教會（禮拜堂 / 聖堂） |
| -------------------------------- | --- |
| 天主教                           | 聖女小德蘭堂 |
| 路德宗（信義會）                 | 財團法人中華民國台灣基督教信義會十全教會、財團法人基督教台灣信義會果峰禮拜堂、信義會復活堂 |
| 歸正宗長老會（臺灣基督長老教會） | 德和教會、莒光教會、左營教會、舊城教會、自由教會、博新教會、新莊教會、果貿教會、聖美教會 |
| 浸禮宗（浸信會）                 | 左營浸信會、武昌新世代教會、浸宣武昌生命泉教會、浸宣武昌恩福教會、基督教房角石浸信會 |
| 靈糧堂                           | 高雄靈糧堂 |
| 其他                             | 左營基督教會國語禮拜堂、基督教聖來教會、基督教萬物復興教會、信望愛教會、新高台福基督教會、高雄大使命教會、基督以琳教會、高雄旌旗教會、高雄喜樂教會、基督教博愛傳道會（博愛教會）、基督豐收教會、頌恩台福基督教會 |

## 旅遊
名勝古蹟
- 蓮池潭
- 鳳山縣舊城
- 高雄左營孔子廟
- 鳳山舊城孔子廟崇聖祠
- 果貿社區圓樓

休憩場所
- 高雄市立圖書館左新分館
- 健身工廠博愛廠
- 星巴克咖啡高雄博愛店、博愛華夏店、新光左營店
- 半屏山
- 原生植物園
- 微笑公園
- 洲仔溼地公園
- 萬年縣公園
- 茶六燒肉（博愛二路和明華一路路口）
- 赤鬼牛排
- 毛伊咖啡

購物、商圈
- 高雄巨蛋商圈
  - 瑞豐夜市
  - 漢神巨蛋購物廣場
  - 裕誠商圈
  - 明誠商圈
- 崇德商圈
- 自由黃昏市場
- 高鐵左營站商圈
  - 新光三越高雄左營店
  - 彩虹市集
  - Global Mall環球新左營車站**特力屋左營店

博物館
- 海軍軍史館
- 左營軍區故事館 （页面存档备份，存于）
- 左營眷村文化館 （页面存档备份，存于）

廟會活動
- 鳳邑舊城城隍廟城隍尊神出巡遶境
- 舊部落元宵夜神輿陣頭聯合平安遶境

慶典活動
- 高雄左營萬年季

## 體育場館
- 高雄巨蛋
- 國家體育場

## 外部連結
- 左營區公所 （页面存档备份，存于）
- 左營區公所的Facebook專頁
- 高雄市左營戶政事務所 （页面存档备份，存于）
- 微笑台灣：世代左營，唯一不變的是老店好味 （页面存档备份，存于）
- 高雄市左營區衛生所 （页面存档备份，存于）

### 介紹影片
- 人文景觀精華匯集，古今交融聚左營Part1 （页面存档备份，存于）
- 人文景觀精華匯集，古今交融聚左營Part2 （页面存档备份，存于）